# 靖远县
靖远县是中华人民共和国甘肃省白银市下属的一个县。

## 地理
黄河的支流高崖沟即发源于该县的黄家洼山。位于黄河上游，白银市平川区从中析置，将县域一分为二，形成南北相对的两个部分。东西间隔120千米，南北相距135千米，总面积5809.4平方千米。

## 历史
隋初属平凉郡会宁县，後至大业中置易名凉川县，治今甘肃省靖远县。属会州。唐武德二年（619年）改名会宁县。按《新唐書》所述，在開元四年至九年間在會州會寧郡別置涼川縣。
- 靖远县建置年代久远，在漫长的社会发展进程中，随着朝代的更替，辖域多有变迁，隶属称谓频易。战国以前，靖远境内为中国古代北方少数民族羌人和戎人所占据，战国末期，秦于公元前271年灭义渠戎，置北地郡，郡治义渠（今甘肃宁县西北），靖远境域始划入秦国版图。

秦代属北地郡。
- 西汉武帝元鼎三年（公元前114年），靖远境内始置袓厲（今靖远，“袓”音同“嗟”，邊旁是“衤”不是“礻”）、鹑阴（今白银市平川区）二县，属安定郡（汉时从北地郡分置），郡治高平（今宁夏固原），为靖远县级行政建制之开端。
- 新莽时期，改袓厲县为乡礼县，隶属张掖郡（武威郡）。
- 东汉时期，袓厲县治南迁，鹑阴县改为鹯阴县，属武威郡。
- 三国时期，属魏国武威郡。
- 十六国时期，前凉、后凉属武威郡管辖。西秦属苑川郡（今甘肃榆中县）。
- 南北朝时期，北魏置高平镇（今宁夏固原），鹯阴县属之。西魏置会州，靖远始称会州。北周改会州为会宁防。
- 隋朝时期，会宁防改为会宁镇，后改为会宁县，属平凉郡。
- 唐代初期，改会宁县为西会州，后复为会宁县，属关内道。贞观八年（公元634年），因足食故改会州为粟州，当年复为会州。天宝元年（公元742年），改会州为会宁郡，置乌兰、会宁二县属之。广德年间以后陷入吐蕃，更名汝遮。
- 北宋时期，西夏国曾两度攻陷靖远地。元符二年（公元1099年）修筑会州城，置敷川县。崇宁三年（公元1104年）改为敷文县，属泾原路。
- 南宋时期，先后为金、西夏攻陷，金改敷文县为保川县。
- 元代，仍为会州，属陕西行省巩昌府。
- 明代初期，裁会州，于迭烈逊（今白银市平川区）设巡检司戍守。正统二年（公元1437年），裁迭烈逊巡检司，置靖虏卫，属陕西行都司。 靖虏卫所属千户5，百户50。建卫初辖9堡，后又增筑6堡，共辖15堡。分别是乾盐城堡，打拉池堡、芦塘堡、永安堡、平滩堡、小芦塘堡、陡城堡、水泉堡、迭烈孙堡、哈思吉堡、裴家堡、沙古堆堡、大庙堡、索桥堡。此外，卫境内还有速罕秃堡，后称锁罕堡。驿站有保宁驿、干沟驿、郭城驿和青家驿；所有翟家所；县境内其它兵防要地尚有马家堡（原属安定县），鸡儿嘴塘、会宁营、会宁汛等。
- 清代，顺治元年（公元1644年），改靖虏卫为靖远卫，属巩昌府。康熙二年（公元1663年），靖远卫并入陇右道。雍正八年（公元1730年），改靖远卫为靖远县，属巩昌府。乾隆二年（公元1737年），靖远县改属兰州府。
- 民国三年（公元1914年），甘肃省设七道，靖远县属兰山道。
- 中华人民共和国成立后，1949—1961年，隶属定西地区。1961—1963年，划归白银市管辖。1964—1985年，复属定西地区。1985年8月，白银市恢复成立，靖远县复归白银市管辖。

## 行政区划
靖远县下辖13个镇、5个乡：
北湾镇、东湾镇、乌兰镇、刘川镇、北滩镇、五合镇、大芦镇、糜滩镇、高湾镇、平堡镇、东升镇、双龙镇、三滩镇、兴隆乡、石门乡、靖安乡、永新乡和若笠乡。

## 交通，新增G6京藏高速过境
- 109国道、 341国道过境。

## 特产
靖远羊羔肉、靖远黑瓜籽、靖远枸杞：中国地理标志产品。